# Сальников, Алексей Алексеевич
Алексей Алексеевич Сальников (род. 12 марта 1943) — советский и российский шашист, шашечный композитор, тренер, спортивный журналист и шашечный деятель. Мастер спорта СССР по практической игре и по шашечной композиции. Заслуженный тренер СССР (1987). Заслуженный работник физической культуры России.

## Спортивные и творческие достижения
Чемпион СССР по шашечной композиции в разделе «Концовки русские».
Работал тренером в «Локомотиве».
Возглавлял Федерацию шашек Москвы, входил в руководящий состав шахматно-шашечного движения Всероссийского общества слепых.
Ученики Сальникова - Читайкина, Елена Владимировна, супруга Елена Михайловская